# كلينث بروكس
كلينث بروكس (بالإنجليزية: Cleanth Brooks)‏ ناقد أدبي أمريكي مؤثر وأستاذ جامعي، يُعرف بمساهماته في حركة النقد الجديد في منتصف القرن العشرين، ولتطوير تدريس الشعر في نظام التعليم الأمريكي العالي. يؤكد كتاباه الشهيران: الإناء محكم الصنع: دراسات في بنية الشعر (1947) والشعر الحديث والتقليد (1939)، على مركزية الإبهام والمفارقة كطريقة لفهم الشعر. ساعد بروكس بكتاباته على صياغة النقد الشكلاني مؤكداً غلى الحياة الداخلية للقصيدة، ومؤكداً على مبادئ القراءة المتمعنة للنص.
كان بروكس كذلك ناقداً مؤثراً لما يُعرف بالأدب الجنوبي في الأدب الأمريكي وكتب نصوصاً كلاسيكية في نقد أدب ويليام فوكنر، كما أنه كان محرراً مشاركاً لمجلة المراجعة الجنوبية واسعة التأثير.

## أعماله

### أفرودات
- 1935. علاقة لكنة ألباما-جورجيا بلكنات المقطعات في بريطانيا العظمى
- 1936. مقاربة للأدب
- 1938. فهم الشعر
- 1939. الشعر الحديث والتقليد
- 1943. فهم السرد
- 1947. الإناء محكم الصنع: دراسات في بنية الشعر
- 1957. النقد الأدبي: تاريخ مختصر
- 1963. ويليام فوكنر: مقاطعة ياكنوباتاوفا
- 1973. الأدب الأمريكي: الصانعون والصُنع
- 1978. ويليام فوكنر: إلى ياكنوباتاوفا وما بعدها
- 1983. ويليام فوكنر: الاحتكاكات الأولى
- 1985. لغة الجنوب الأمريكي

### مجموعات المقالات
- 1964. الإله الخفي: دراسات في همنغواي، فوكنر، ييتس، إليوت، ووارن
- 1971. تشكيل البهجة: دراسات في حرفة الكاتب
- 1991. الدليل التاريخي وقراءة شعر القرن السابع عشر
- 1995. المجتمع، الدين، والأدب: مقالات

## روابط خارجية
- كلينث بروكس على موقع الموسوعة البريطانية (الإنجليزية)
- كلينث بروكس على موقع إن إن دي بي (الإنجليزية)